# Marvin Angulo
Marvin Jesús Angulo Borbón (ur. 30 września 1986 w San José) – kostarykański piłkarz występujący na pozycji ofensywnego pomocnika, reprezentant Kostaryki, od 2014 roku zawodnik Deportivo Saprissa.

## Kariera klubowa
Angulo wychowywał się w kantonie Escazú w prowincji San José. Posiada starszą siostrę. Treningi piłkarskie rozpoczynał w lokalnej drużynie Atlético de Escazú, skąd przeniósł się do akademii juniorskiej klubu CS Herediano. Tam był wyróżniającym się zawodnikiem (łącznie strzelił około 70 goli w młodzieżowych rozgrywkach) i po pięciu latach spędzonych został włączony do pierwszej drużyny przez szkoleniowca Carlosa Watsona. W kostarykańskiej Primera División zadebiutował 10 września 2006 w wygranym 3:0 spotkaniu z Santacruceñą. Strzelił wówczas również pierwszego gola w karierze, zdobywając pierwszą bramkę meczu strzałem z 35 metrów. Mimo młodego wieku szybko wywalczył sobie miejsce w wyjściowym składzie, a za sprawą udanych występów został wybrany w oficjalnym plebiscycie UNAFUT odkryciem sezonu 2006/2007. W jesiennym sezonie Invierno 2007 zdobył z Herediano wicemistrzostwo Kostaryki, a sam otrzymał nagrodę dla najlepszego piłkarza ligi kostarykańskiej. W wiosennym sezonie Verano 2009 – wciąż jako kluczowy zawodnik ekipy – wywalczył kolejny tytuł wicemistrza Kostaryki. Imponował ruchliwością, techniką i wykonywaniem rzutów wolnych.
We wrześniu 2009 Angulo został wypożyczony do ówczesnego mistrza Australii – Melbourne Victory, w celu zastąpienia kontuzjowanego Billy’ego Celeskiego. Dołączył do występującego tam swojego rodaka Carlosa Hernándeza. Z powodu problemów proceduralnych nie był zdolny do gry przez pierwsze cztery miesiące; w A-League zadebiutował dopiero 10 stycznia 2010 w przegranej 2:3 konfrontacji z Newcastle Jets. W sezonie 2009/2010 wywalczył z Victory wicemistrzostwo Australii, a ogółem barwy klubu reprezentował przez półtora roku z przeciętnym skutkiem. Bezpośrednio po tym powrócił do Herediano; w sezonie Invierno 2011 zdobył w nim tytuł wicemistrza kraju, a pół roku później – w sezonie Verano 2012 – wywalczył swoje pierwsze mistrzostwo Kostaryki. Nie miał jednak tak mocnej pozycji jak wcześniej – często był rezerwowym w taktyce trenera Odira Jacquesa. W rozgrywkach Invierno 2012 zdobył czwarty w swojej karierze tytuł wicemistrza Kostaryki, lecz wciąż głównie jako rezerwowy pomocnik.
W lutym 2013 Angulo na zasadzie wolnego transferu przeszedł do niżej notowanej ekipy CS Uruguay de Coronado. Tam pod okiem Carlosa Watsona – swojego byłego trenera z Herediano – spędził rok jako podstawowy piłkarz, nie odniósł jednak poważniejszych sukcesów. W styczniu 2014 został piłkarzem krajowego giganta – stołecznej ekipy Deportivo Saprissa. Szybko został jednym z ważniejszych zawodników drugiej linii i już w sezonie Verano 2014 zdobył z drużyną mistrzostwo Kostaryki. Pół roku później – w rozgrywkach Invierno 2014 – wywalczył z Saprissą kolejny tytuł mistrzowski, jednak czołowym rozgrywającym ligi został dopiero kilka miesięcy później. W sezonie Invierno 2015 zdobył z Saprissą swoje czwarte mistrzostwo Kostaryki, a sam został wybrany w plebiscycie najlepszym piłkarzem rozgrywek. Obydwa te sukcesy powtórzył również rok później – w sezonie Invierno 2016 wywalczył kolejny tytuł mistrza Kostaryki i otrzymał w plebiscycie Premios FPD nagrodę dla najlepszego piłkarza sezonu w lidze kostarykańskiej.
W sezonie Verano 2017 zanotował z Saprissą piąte w swojej karierze wicemistrzostwo Kostaryki.

## Kariera reprezentacyjna
W listopadzie 2007 Angulo został powołany przez selekcjonera Hernána Medforda do reprezentacji Kostaryki U-23 na eliminacje do północnoamerykańskiego turnieju kwalifikacyjnego do Igrzysk Olimpijskich w Pekinie. Rozegrał wówczas wszystkie cztery możliwe spotkania (z czego dwa w wyjściowym składzie), lecz jego kadra po przegranym dwumeczu barażowym nie zdołała awansować do finałowych rozgrywek kwalifikacyjnych o awans na igrzyska.
W seniorskiej reprezentacji Kostaryki Angulo zadebiutował za kadencji selekcjonera Hernána Medforda, 22 sierpnia 2007 w zremisowanym 1:1 meczu towarzyskim z Peru. Po dwóch pierwszych występach nie był powoływany do kadry przez niemal osiem lat; powrócił do niej dopiero w lipcu 2015, kiedy to został powołany przez Paulo Wanchope’a na Złoty Puchar CONCACAF. Tam pełnił jednak wyłącznie rolę rezerwowego i nie rozegrał żadnego spotkania, zaś Kostarykańczycy odpadli z turnieju w ćwierćfinale, ulegając po dogrywce późniejszemu triumfatorowi – Meksykowi (0:1). W styczniu 2017 znalazł się w składzie na rozgrywki Copa Centroamericana, podczas których był jednym z ważniejszych graczy kadry – rozegrał cztery z pięciu możliwych meczów (z czego trzy w pierwszym składzie). Podopieczni selekcjonera Óscar Ramíreza zajęli ostatecznie czwarte miejsce na tym turnieju.